# Santo António (São Roque do Pico)
Santo António is een plaats (freguesia) in de Portugese gemeente São Roque do Pico en telt 858 inwoners (2001). De plaats ligt op het eiland Pico, onderdeel van de Azoren.